# Яхья Хан, Ага Мухаммед
Ага Мухаммед Яхья Хан Гызылбаш (урду آغا محمد یحیی خان‎; 4 февраля 1917, Чаквал — 10 августа 1980, Равалпинди) — пакистанский государственный деятель, генерал. Третий президент Пакистана, совмещал эту должность с должностью министра иностранных дел.

## Биография
Родился 4 февраля 1917 года в городе Чаквал, Британская Индия. Семья Яхья Хана имела тюркские корни, происходила из кызылбашских племен. Его отец, Саадат Али Хан, был родом из Пешавара. После окончания учёбы в университете Пенджаба, Яхья Хан поступил в Индийскую военную академию в Дехрадуне.
В 1938 году начал службу в армии Британской Индии в воинской части расположенной в Северо-Западной пограничной провинции. Во время Второй мировой войны он исполнял свои воинские обязанности в Северной Африке, Ираке и Италии. После раздела Британской Индии, Яхья Хан сыграл важную роль в становлении Пакистанского командно-штабного колледжа в Кветте. Во время войны 1965 года он командовал пехотной дивизией. Он стал генералом и был назначен командиром сухопутных войск Пакистана в 1966 году. В 1969 году ситуация по всей стране стала выходить из-под контроля и Айюб Хан был вынужден передать власть начальнику штаба сухопутных войск, генералу Яхья Хану. Сразу же после прихода к власти Яхья Хан объявил в стране военное положение. Он отменил Конституцию и распустил Национальную и Провинциальную ассамблеи. 31 марта 1969 года Яхья Хан официально стал президентом Исламской Республики Пакистан.
В отличие от других пакистанских военных правителей, Яхья Хан не был заинтересован в продлении своего правления. Сразу же после того как обстановка внутри страны стабилизировалась — он начал искать варианты, через которые мог бы передать власть другому человеку. 29 марта 1970 года он представил вариант временной конституции. В декабре 1970 года в Пакистане прошли первые всеобщие выборы. Проблемы начались когда результаты выборов были объявлены. Лига Авами, под руководством шейха Муджибура Рахмана, получила 160 из 162 мест выделенных для Восточного Пакистана. Тем не менее партии не удалось получить даже одного место от любой провинции в Западном Пакистане. С другой стороны, Пакистанская народная партия под руководством Зульфикара Али Бхутто стала крупнейшей партией из Пенджаба и Синда, получив 81 место. Это внесло раскол в государство и привело к политическому хаосу. Когда Бхутто и Муджибуру не удалось достичь понимания во вновь избранной Национальной ассамблеи, то вся надежда населения была на то, что Яхья Хан разберётся с проблемами государства. Но он тоже не смог совладать с ситуацией, так как начал использовать армию и военизированные формирования в Восточном Пакистане с целью подавить восстание бенгальцев. Это привело к началу войны между Пакистаном и Индией зимой 1971 года.
Яхья Хан был верховным главнокомандующим пакистанской армии в этой войне. В конечном итоге Пакистан проиграл войну, страна была расчленена и 90 000 пакистанских солдат сдались в плен индийцам. Капитуляция пакистанских вооруженных сил без всякого сопротивления в Дакке, сделала из Яхья Хана самого отрицательного персонажа в стране. Люди из всех слоев общества начали критиковать его и у него не оставалось другого выбора, кроме как передать власть лидеру самой популярной партии оставшейся части Пакистана Зульфикару Али Бхутто, 20 декабря 1971 года. В 1972 году Бхутто отдал приказ заключить Яхья Хана под домашний арест.
Умер 10 августа 1980 года в Равалпинди.